# 5:15/Water
5:15/Water è un singolo del gruppo rock britannico The Who, pubblicato nel Regno Unito nel 1973 ed estratto dall album Quadrophenia.

## Tracce
Track Record – 2094 115
1. 5:15 – 4:48 (Pete Townshend)

1. Water – 4:40 (Pete Townshend)

## Brani
5:15
La traccia venne pubblicata su singolo e raggiunse la ventesima posizione in classifica in Gran Bretagna, mentre la ristampa del 1979 (in occasione dell'uscita del film Quadrophenia e della colonna sonora dello stesso) raggiunse la numero 45 nella Billboard Hot 100.
Sebbene scritta 5.15 sulla copertina del 45 giri, sul retro dell'album Quadrophenia il titolo invece è trascritto 5:15.
Nel brano, il protagonista Jimmy prende il treno del titolo (quello delle "5:15" appunto) diretto a Brighton, prendendo un sacco di droghe, riflettendo sulla sua vita con i Mods, il movimento culturale al quale appartiene (anche se per ora ne è uscito), e i loro scontri con le bande di Rockers. I ricordi di Jimmy sono estremamente frammentari, consistendo principalmente in sentimenti di rabbia, confusione, violenza, frustrazione sessuale, e senso di appartenenza.

## Formazione
The Who
- Roger Daltrey: voce, cori
- Pete Townshend: voce (intro e outro), cori, chitarra elettrica e chitarra ritmica
- John Entwistle: basso, fiati, cori
- Keith Moon: batteria, percussioni

Musicisti aggiuntivi
- Chris Stainton: pianoforte